# Nước cộng hòa thuộc Nga
Liên bang Nga được chia thành 89 chủ thể liên bang (đơn vị hợp hiến), 24 trong số đó là nước cộng hòa. Các nước cộng hòa đại diện cho các khu vực không phải của dân tộc Nga. Các nhóm dân tộc bản địa của một nước cộng hoà tạo thành tên riêng của nước cộng hòa được coi là "dân tộc đại diện". Trải qua nhiều thập kỷ, do có nhiều cuộc di cư nội bộ bên trong nước Nga (một số trường hợp là thế kỷ), các dân tộc đại diện đó không nhất thiết chiếm đa số trong thành phần dân số của một nước cộng hòa.

## Địa vị trong hiến pháp
Các nước cộng hòa phân biệt với các đối tượng khác của liên bang chủ thể liên bang ở chỗ là họ có quyền thiết lập ngôn ngữ chính thức (Điều 68 của Hiến pháp Nga) và có hiến pháp riêng của mình. Các đối tượng khác của liên bang như vùng lãnh thổ và tỉnh không có quyền này. Người đứng đầu của hầu hết nước cộng hòa có chức danh là nguyên thủ.
Mức độ tự trị thực tế được trao cho các đơn vị hành chính luôn thay đổi nhưng nhìn chung khá là rộng lớn. Quốc hội của các nước cộng hòa thường ban hành các luật có lợi thế hơn so với hiến pháp liên bang và người đứng đầu các nước cộng hòa có xu thế rất quyền lực. Tuy nhiên, quyền tự trị này giảm thiểu đi đáng kể dưới thời Vladimir Vladimirovich Putin, đương kim Tổng thống Liên bang Nga, người đã cố gắng thiết lập quyền lực tối cao của hiến pháp liên bang.
Việc thiết lập bảy "vùng liên bang" rộng lớn trên các khu vực và các nước cộng hòa của Nga với các thống đốc do tổng thống bổ nhiệm để giám sát mọi hoạt động của các nước cộng hòa đã làm cho việc tuân thủ luật pháp và hiến pháp tại các nước cộng hòa trở nên vững mạnh hơn. Hơn nữa, Putin đã củng cố vị trí cơ quan lập pháp của các nước cộng hòa và làm suy yếu cơ quan hành pháp. Ngày nay người đứng đầu cơ quan hành pháp của các nước cộng hòa do Tổng thống Nga bổ nhiệm, nhưng nguyên thủ của nước cộng hòa phải được quốc hội bổ nhiệm.
Mặc dù có một số xu hướng ly khai ở hầu hết các nước cộng hòa nhưng nhìn chung không mạnh mẽ lắm. Tuy nhiên, đã có những hỗ trợ đáng kể cho việc ly khai trong các cộng đồng người Tatar, người Bashkir, người Yakut và người Chechnya sau khi Liên Xô sụp đổ mà hậu quả là chiến tranh ở Chechnya. Tuy nhiên mong muốn ly khai ở các nước cộng hòa là rất phức tạp do các dân tộc sống trong nước cộng hòa ngoài dân tộc đại diện (Tatarstan, Bashkortostan, Sakha). (Hậu quả của Chiến tranh Chechen là có rất ít người không phải dân tộc Chechen sống ở Chechnya ngày nay).

## Các "nước cộng hòa tự trị" và các "tỉnh tự trị" cũ
Nước Cộng hòa Xã hội chủ nghĩa Xô viết Liên bang Nga nằm trong Liên bang Xô viết bao gồm ba loại đơn vị hợp hiến dân tộc, theo thứ tự mức độ "tự trị" giảm dần là: các nước cộng hòa xã hội chủ nghĩa Xô viết tự trị (gọi tắt là cộng hòa tự trị), tỉnh tự trị và khu tự trị. Sau khi Liên Xô tan rã, mỗi "nước cộng hòa tự trị" được thay bởi một nước cộng hòa cùng tên hoặc như trường hợp Cộng hòa Xã hội chủ nghĩa Tự trị Chechen-Ingush thành hai nước cộng hòa Chechnya và Ingushetia. Một số "tỉnh tự trị" như Adygea, Altai, Karachay-Cherkessia, Khakassia cũng trở thành nước cộng hòa.
Cách diễn đạt "nước cộng hòa tự trị" đôi khi vẫn được dùng để chỉ các nước cộng hoà thuộc Nga. Mặc dù các chủ thể này có quyền tự trị và là những nước cộng hoà, nhưng việc sử dụng khái niệm nói trên là không đúng về mặt kỹ thuật, vì theo Hiến pháp Nga năm 1993 và Hiến pháp của chính các chủ thể đó thì tên chính thức của chúng đơn giản là "nước cộng hoà" mà không phải là "nước cộng hòa tự trị".

## Danh sách các nước cộng hòa thuộc Nga
| |  |  |
| 1. Adygea 2. Cộng hòa Altai 3. Bashkortostan 4. Buryatia 5. Dagestan 6. Ingushetia 7. Kabardino-Balkaria 8. Kalmykia 9. Karachay-Cherkessia 10. Cộng hòa Karelia 11. Cộng hòa Komi 12. Mari El 13. Mordovia 14. Khakassia 15. Bắc Osetiya-Alaniya 16. Tatarstan 17. Tuva 18. Udmurtia 19. Cộng hòa Sakha 20. Chechnya 21. Chuvashia 22. Cộng hòa Krym Sáp nhập vào Nga năm 2014 |  |  |

## Nhân khẩu
| Nước cộng hòa | Lục địa | Dân tộc đại diện                              | Tỷ lệ dân tộc đại diện trong Dân số cộng hòa (2002) | Dân tộc đại diện: Nhóm ngôn ngữ | Dân tộc đại diện: Tôn giáo chính                               | Tỷ lệ dân tộc Nga trong Dân số cộng hòa (2002) | Dân số (2002) |
| --- | ------- | --------------------------------------------- | --------------------------------------------------- | ------------------------------- | -------------------------------------------------------------- | ---------------------------------------------- | ------------- |
| Adygea (Адыгея, Адыгэ) | Âu      | Adyghe                                        | 24,2%                                               | Kavkaz                          | Hồi giáo Sunni, Chính thống giáo                               | 64,5%                                          | 447.000       |
| Altai (Алтай) | Á       | Altay                                         | 33,5%                                               | Ngữ tộc Turk                    | Chính thống giáo, Burkhan giáo, Phật giáo Tây Tạng, Saman giáo | 57,4%                                          | 203.000       |
| Bashkortostan (Башкортостан, Башҡортостан) | Âu      | Bashkir                                       | 29,8%                                               | Ngữ tộc Turk                    | Hồi giáo Sunni, Chính thống giáo                               | 36,3%                                          | 4.104.000     |
| Buryatia (Бурятия, Буряад) | Á       | Buryat                                        | 28,1%                                               | Ngữ hệ Mông Cổ                  | Chính thống giáo, Phật giáo Tây Tạng                           | 67,8%                                          | 981.000       |
| Chechnya (Чеченская Республика, Нохчийчоь) | Âu      | Chechen2                                      | 93,5%                                               | Kavkaz                          | Hồi giáo Sunni                                                 | 3,7%                                           | 1.104.000     |
| Chuvashia (Чувашская Республика, Чăваш Республики) | Âu      | Chuvash                                       | 67,7%                                               | Ngữ tộc Turk                    | Chính Thống giáo Nga, Hồi giáo, Saman giáo                     | 26,5%                                          | 1.314.000     |
| Crimea/Krym (Крым) | Âu      | Tatar Krym                                    | 10,6%                                               | Ngữ tộc Turk                    | Chính thống giáo, Hồi giáo                                     | 67,9%                                          | 2.284.769     |
| Dagestan (Дагестан) | Âu      | 13 dân tộc bản địa3                           | 86,6%                                               | Kavkaz,Ngữ tộc Turk5            | Hồi giáo Sunni                                                 | 4,7%                                           | 2.577.000     |
| Donetsk (Донецк) | Âu      | —                                             | —                                                   | —                               | Chính thống giáo Nga                                           | —                                              | 4.100.280     |
| Ingushetia (Ингушетия, ГӀалгӀай Мохк) | Âu      | Ingush2                                       | 77,3%                                               | Kavkaz                          | Hồi giáo Sunni                                                 | 1,2%                                           | 467.000       |
| Kabardino-Balkaria (Кабардино-Балкарская Республика, Къэбэрдей-Балъкъэр, Къабарты-Малкъар) | Âu      | Kabard, Balkars                               | 67% (Kabardin 55,3%, Balkars 11,6%)                 | Kavkaz,Ngữ tộc Turk             | Hồi giáo Sunni, Chính thống giáo Nga6                          | 25,1%                                          | 901.000       |
| Kalmykia (Калмыкия, Хальмг Таңһч) | Âu      | Kalmyk                                        | 53,3%                                               | Ngữ hệ Mông Cổ                  | Chính thống giáo, Phật giáo Tây Tạng                           | 33,6%                                          | 292.000       |
| Karachay-Cherkessia (Карачаево-Черкесская Республика) | Âu      | Karachai, Cherkes                             | 50% (Karachai 38.5%, Cherkes 11,3%)                 | Ngữ tộc Turk, Kavkaz            | Hồi giáo Sunni                                                 | 33,6%                                          | 439.000       |
| Karelia (Карелия, Karjala) | Âu      | người Karelia (có quan hệ với người Phần Lan) | 9,2%                                                | Ngữ hệ Ural                     | Chính thống giáo Nga                                           | 76,6%                                          | 716.000       |
| Khakassia (Хакасия) | Á       | Khakas                                        | 12,0%                                               | Ngữ tộc Turk                    | Chính thống giáo Nga                                           | 80,3%                                          | 546.000       |
| Komi (Коми) | Âu      | người Komi                                    | 25,2%                                               | Ngữ hệ Ural                     | Chính thống giáo Nga                                           | 59,6%                                          | 1.019.000     |
| Lugansk (Луганск) | Âu      | —                                             | —                                                   | —                               | Chính thống giáo Nga                                           | —                                              | 2.121.322     |
| Mari El (Марий Эл) | Âu      | người Mari                                    | 42,9%                                               | Ngữ hệ Ural                     | Chính thống giáo Nga                                           | 47,5%                                          | 728.000       |
| Mordovia (Мордовия) | Âu      | Mordvin                                       | 31,9%                                               | Ngữ hệ Ural                     | Chính thống giáo Nga                                           | 60,8%                                          | 889.000       |
| Bắc Ossetia-Alania (Северная Осетия-Алания, Цӕгат Ирыстоны Аланийы) | Âu      | người Ossetia                                 | 62,7%                                               | Ngữ chi Iran                    | Chính thống giáo Nga                                           | 23,2%                                          | 710.000       |
| Sakha (Yakutia) (Саха (Якутия)) | Á       | Yakut                                         | 45,5%                                               | Ngữ tộc Turk                    | Chính thống giáo Nga, Saman giáo                               | 41,2%                                          | 949.000       |
| Tatarstan (Татарстан) | Âu      | Tatar                                         | 52,9%                                               | Ngữ tộc Turk                    | Hồi giáo Sunni, Chính thống giáo                               | 39,5%                                          | 3.779.000     |
| Tyva (Тыва) | Á       | người Tuva                                    | 77,0%                                               | Ngữ tộc Turk                    | Chính thống giáo, Phật giáo Tây Tạng, Saman giáo               | 20,1%                                          | 306.000       |
| Udmurtia (Удмуртская Республика, Удмурт Элькун) | Âu      | người Udmurt                                  | 29,3%                                               | Ngữ hệ Ural                     | Chính thống giáo Nga                                           | 60,1%                                          | 1.570.000     |
| Ghi chú: 1. Kabardino-Balkaria, Karachay-Cherkessia, và Dagestan có nhiều hơn một dân tộc đại diện. 2. Cộng hòa xã hội chủ nghĩa xô viết tự trị Chechen-Ingush có hai dân tộc đại diện cho tới khi chia tách thành hai nước Cộng hòa Chechnya và Ingushetia năm 1991. 3. Mười dân tộc bản địa của Dagestan gồm: Aguls, Avars, Azerbaijan, Chechen, Dargins, Kumyks, Laks, Lezgins, Nogais, Rutuls, Tabasarans, Tat, và Tsakhurs. 4. Các số liệu dân số trong bảng này chỉ mang ý nghĩa tượng trưng 5. Các ngôn ngữ Balkars, Karachai, Kumyks và Nogais thuộc nhóm ngôn ngữ của người Turk; các ngôn ngữ Aguls, Avars, Cherkess, Dargins, Laks, Lezgins, Rutuls, Tabasarans, và Tsakhurs thuộc nhóm ngôn ngữ Caucasian 6. người Kabardin và một nhóm nhỏ người Balkars theo đạo Hồi, còn một nhóm người Balkars theo đạo Chính thống Nga |         |                                               |                                                     |                                 |                                                                |                                                |               |